# Jaca
|  | Per a altres significats, vegeu «Jaca (desambiguació)». |

Jaca (aragonès: Chaca) és una ciutat aragonesa situada a la comarca de la Jacetània (província d'Osca), a la vall de l'Aragó. Hi transcorren els rius Aragó i Gas.
És la capital de la Jacetània i és a 31 km de la frontera francesa, molt a prop de les estacions d'esquí de Candanchú i Astún (situades junt a la frontera francesa) i a 60 d'Osca. El seu nucli el travessa la N-330, cap a Sabiñánigo o cap a Pamplona.

## Història

Porta de la ciutadella de Jaca

Encara que els seus orígens són incerts i escasseja la documentació, es considera que va ser fundada en el primer mil·lenni abans de Crist per un poble iber: els jacetans o iacetans. L'historiador grec Estrabó els citava al segle I com un dels pobles importants del nord de la Península. Aquesta tribu va arribar a ocupar un extens regne que anava des dels Pirineus fins a Osca i Lleida i la capital estava a Jaca (Iacca). Es dedicaven al pasturatge, portant a terme les dones una agricultura complementària, i eren de caràcter violent. Resolien qualsevol disputa econòmica amb els punys.
La presència d'aquesta branca dels ibers a Jaca es constata amb les restes de ceràmica ibera i les fulles d'espases de ferro del segle ii aC que s'han trobat en diverses excavacions arqueològiques.

### Ciutadella
Hi ha una altra hipòtesi, menys plausible, que va postular el segle xvi el cronista imperial Florián de Ocampo (i que deia haver explicat Alonso de Nebrija) que deia que Jaca va ser fundada pel capità grec Dionís Bacus (el sobrenom era Yaco) l'any 1325 aC.
L'any 195 aC, el cònsol romà Marc Ponç Cató inicia la conquesta de la ciutat que acabarà a la primavera de 194 aC gràcies a una trampa que les tropes romanes tendeixen a les iacetanes. Consistia a enfrontar als seus enemics naturals, els suessetans, establerts en les actuals Cinco Villas, que van assetjar Iaca (Jaca). Els iacetans van sortir amb la confiança d'aixafar els enemics i, quan ja eren a camp obert, els van atacar les legions romanes que s'ocultaven als boscos, que, a més, els impedien tornar a la fortalesa. Un cop els van haver eliminat, van assaltar la ciutat, que, només amb dones i nens, era una presa fàcil.
Integrada en l'Imperi romà, va constituir un punt de vigilància dels camins del Pirineu i va desenvolupar una pròspera economia, l'auge de la qual es va mantenir fins al segle iii. Al segle IV va entrar en decadència per l'amenaça dels bandits que atacaven les caravanes i els mercaders que transitaven els camins pirinencs.
Després de la caiguda de l'Imperi romà, els gots van envair la península i Jaca va passar a ser coneguda com a Apriz.

### En temps dels sarraïns
A les muntanyes de Jaca es van salvar molts cristians quan la invasió dels àrabs i aquells fugitius van ser el nucli del regne d'Aragó. Aznar, el primer comte d'Aragó, l'any 780, va guanyar als moros la ciutat de Jaca, la va fortificar i la va defensar al 795. El comte Galindo fill i successor d'Aznar va donar fur i privilegis a la ciutat. El 1010 es va celebrar a la ciutat un concili en el qual es va determinar celebrar els oficis divins d'acord amb el ritu romà.

### Els reis aragonesos
Conquerida Jaca, els cristians es van fer amos absoluts de les muntanyes que l'envolten, llançant d'elles á els moros; més no van poder aquests resignar a renunciar a un punt tan important, que abans havia servit de base de les seves operacions, van resoldre la seva reconquesta, i ajuntant nombroses i aguerridas forces que alguns fan ascendir a més de noranta mil homes, comandades per quatre valís confederats i procedents de Navarra, van penetrar a Aragó per la ribera del riu d'aquest nom, anomenada canal de Berdún, i van anar a aquesta ciutat amb la confiança total de poder arrencar del domini del comte D. Aznar. Advertint aquest esforçat cabdill de la gran croada que a tal objecte s'havia format, va saber també les formidables masses de guerrers àrabs que contra ell venien, i encara que comparativament el seu exèrcit era molt reduït é insignificant, no va renunciar a defensar una conquesta que tant li havia ennoblit en tanta estima tenia: sabia que els seus muntanyesos eren valents i resolts i confiant en la seva decisió i empenta, no va dubtar cap moment en lluitar resoludament contra l'enemic tan arrogant i nombrós. Ja les avançades dels musulmans arribaven a les voltants de Jaca, i aixecaven les seves botigues al peu dels vessants del turó en el cim i plana està situada la ciutat, (per aquest motiu aquell lloc és anomenat el camp de les botigues) sense acovardir D. Aznar per la nombrosa host enemiga que l'amenaçava, i sense confiar la defensa a l'abric de les muralles, va sortir fora de la població a buscar els enemics en el seu propi camp, marxant a cap dels seus braus muntanyesos, que impulsats pel seu valor i civisme, no van reparar en el nombre dels seus contraris, i només desitjaven mesurar amb ells les seves armes, lluitant per la santa causa que defensaven i preferint abans morir en el combat, de lliurar la seva ciutat conquerida als que tan ufanosos venien a dominar-la.
D. Aznar amb la seva gent va trobar a l'exèrcit musulmà a mitja llegua de la ciutat, a la confluència dels rius Aragó i Gas, on després es va travar el més obstinat i renyit combat: els moros no podien presentar extensa la seva línia de batalla, perquè l'estretor i estret de la vall que forma el riu, no els permetia posar á la vegada en combat molta gent, de manera que ocupant els cristians muntanyesos el front, les vessants i els congostos de la mateixa vall, van saber sostenir bé, é impedir que estàs a prop la ciutat com tenien projectat. Escometre el comte amb els seus á els infidels amb tanta decisió i empenta, que penetrant enmig dels esquadrons musulmans, va introduir-hi la sorpresa, la confusió i el desordre. La lluita era tenaç i sagnant: el dia avançava, la sang dels combatents enrogia les aigües d'aquells rius i per cada moment es entelava més i més tan renyit combat, la inquietud i l'angoixa afligia als que havien quedat a Jaca, temorosos pel resultat de tan compromesa jornada; eren els ancians, els nens i les dones aquestes consideraven el gran risc que corria la vida dels seus pares, dels seus esposos i dels seus fills; desitjoses de prestar auxili, i compartir amb els mateixos les fatigues i els llorers, i resoltes també a morir lluitant, enmig de l'ansietat i sobresalt ñeque es trobaven, van acordar instantàniament armar-se de la millor manera que les fos possible, i sortir al camp de batalla a combatre al costat dels objectes del seu afecte.
Es trobava la lluita en el més obstinat, quan al cim de la costa que des de la ciutat baixa al riu en el punt esmentat, es va presentar aquell esquadró d'amazones, resoltes i decidides a prendre part en l'aferrissada baralla: la seva vista va animar als muntanyesos seus parents, suposant que era un socors que venia al seu auxili, sense que poguessin pensar que fossin les seves pròpies mares, dones germanes i filles, ni que amb ànim tan varonil arribessin al lloc on tancades dels grans perills, a la vista d'horroroses i sagnants escenes i davant d'un enemic tan poderós i formidable, només una mort segura podia esperar. Els moros també advertir després amb la major sorpresa d'aquest inesperat auxili, i creient-un poderós reforç que procedent de França venia en socors dels cristians, es van alarmar i es van pronunciar en precipitada retirada; llavors van ser empresos pels muntanyesos amb més empenta i arrogància, doncs s'animaven més i més a la vista d'aquelles heroïnes: llocs els enemics en vergonyosa fugida, uns per salvar les seves vides es van llançar al riu, el corrent arrossegava un nombre considerable de cadàvers, altres van morir víctimes dels talls de les armes cristianes i els més van fugir espaordits i desanimats, abandonant el camp de batalla del qual van quedar amos absoluts els soldats del comte D. Aznar, arborant victoriós l'estendard de Sobrarbe en què ostentava la creu vermella, el signe de la nostra redempció humana, davant el qual prosternat aquells valents vencedors i aquelles nobles i resoltes amazones, en crits de goig i d'alegria, victorejaven sense parar al seu esforçat cabdill, i beneïen al seu Déu per haver-los concedit seu poderós suport per assolir tan important victòria, que va deixar ben assegurada la possessió de la seva ciutat estimada.
En memòria d'aquest gloriós succés va ser erigida al segle X l'església que, per al culte i veneració de la Verge Santíssima sota la invocació de Nostra Senyora de la Victòria, hi ha al cim d'aquella costa, on va aparèixer l'esquadró de les valents jaqueses, que es van llançar al combat, i la sola presència tant va influir per a la fuga i derrota dels infidels. En els llenços de les parets d'aquell temple es trobava traçat, en pintures molt antigues, que la ignorància ha esborrat posteriorment, aquell memorable succés, que també està escrit en una taula, renovada ja diverses vegades, i que es troba a la dreta de l'altar.
Per commemorar tan important triomf, la ciutat de Jaca, representada pel seu excel·lentíssim capítol catedralici i per la seva il·lustríssima municipalitat, es dirigeix processionalment a l'esmentada església; precedeix a aquesta comitiva un esquadró d'homes armats, i un dels regidors, vestint ric vestit de color carmesí, en representació del Prior de vint, que era el càrrec més preeminent de la ciutat, porta un estendard de seda amb un escut d'armes de Jaca, envoltat de la inscripció que en lletres d'or diu així: Christus vincit, Christus imperata, Christus regnat, Christus ab ovni dolent ens defendat.
Acabada la funció religiosa, torna la comitiva a la ciutat, portant col·locades en astes els caps dels quatre Régulos, que segons la tradició van morir en la batalla, dirigint a la porta de la Casa Consistorial, on acaba la festa enmig de la gaubança i gatzara produïda pels trets de les armes, els acords de la música, els repics de les campanes i aclamacions del poble.
Ramiro I d'Aragó va establir a la ciutat seu episcopal amb l'autoritat del papa Nicolau II, el 1064. Les pestes i els incendis de finals de l'Edat Mitjana enfonsen a Jaca en una crisi de la qual no sortirà fins a la intervenció de Ferran el Catòlic per formar un govern local. La burgesia s'afavoreix amb aquesta situació i molts es converteixen en mecenes d'artistes el resultat es pot apreciar especialment en la Catedral.
En 1320, la croada dels pastors travessà els Pirineus atacant les aljames de Jaca i Montclús. Jaume el Just actuà i envià un destacament per protegir els jueus, i l'infant Alfons manà penjar quaranta dels atacants d'Osca i els atacants es dirigiren a Tudela i Pamplona, on els jueus plantaren cara i els rebutjaren.
Jaca es comença a consolidar com a plaça militar des de la qual defensar els regnes peninsulars d'una hipotètica invasió francesa. Referent a això, Felip II va ordenar la construcció de diverses fortaleses al llarg de tot el Pirineu entre les quals destaca la Ciutadella de Jaca.

### Guerra de Successió
El 1705 es va mantenir fidel al rei Felip V. El seu paper de defensa es confirma en la Guerra de Successió, en la qual la ciutat es posiciona del costat dels Borbons. Per això, va ser assetjada per aliats de l'arxiduc Carles i socorreguda pel marquès de Salutcioa la vista es van retirar a un bosc, on van ser atacats pel marquès de Santa Coloma, que els va matar molta gent i va fer nombrosos presoners. El rei gratificà la ciutat de Jaca amb els títols de «molt noble, molt lleial, i molt vencedora» i afegint la flor de lis a l'escut de les seves armes que ostentava la Creu de Sobrarb i les quatre caps, emblema de la batalla d'Alcoraz.
També jugaria el seu paper en la Guerra del Rosselló en ser un dels objectius dels revolucionaris francesos per la seva situació estratègica.

### Guerra del Francès
Durant la Guerra del Francès, Jaca es va rendir als francesos el 21 març 1809 a causa de la deserció que va fomentar en secret el missioner Fra Josep de la Consolació, que gaudia d'influència, quedant dins de la plaça molt pocs soldats a les ordres del tinent rei Fancisco Camps que feia de governador i es va veure obligat per això a capitular. El general Mina la va recuperar el febrer de 1814.
Durant les Guerres Carlines, van ser denunciats el 1839 diversos soldats de la guarnició de Jaca per vendre armes als revolucionaris.

### Insurrecció de Jaca
El desembre de 1930, Fermín Galán Rodríguez, juntament amb els capitans Ángel García Hernández i altres, va protagonitzar la Revolta de Jaca, pronunciament militar que pretenia instaurar la República a Espanya. El cop va fracassar i els dos caps esmentats van ser afusellats el 12 de desembre.

## Monuments
Al municipi de Jaca hi ha molts monuments d'arquitectura romànica, moltes vegades en pobles deshabitats, altres no. Per exemple, l'església de Sant Joan Baptista, a Acín.

## Festes
Entre altres festejos tradicionals, anualment se celebra la Festa del Primer Divendres de Maig, que commemora la batalla que es va desenvolupar aproximadament en l'any 760, als afores de Jaca. Bàsicament és una festa que celebra la victòria del Jaca sobre un exèrcit de musulmans que pretenia conquerir la ciutat de Jaca.